# Reg. Armstrong Motors
Reg. Armstrong Motors war ein Montagewerk für Kraftfahrzeuge und damit Teil der Automobilindustrie in Irland.

## Unternehmensgeschichte
Das Unternehmen wurde am 18. Dezember 1958 in Dublin gegründet. Der ehemalige Motorradrennfahrer Reginald „Reg“ Armstrong leitete es. Zunächst montierte und vertrieb es Krafträder von den NSU Motorenwerken. 1960 kamen Montage und Verkauf von Motorrädern von Honda dazu. Die NSU-Zweiräder wurden aufgegeben. Im gleichen Jahr begann die Montage von Automobilen. Die Teile kamen weiterhin von NSU. 1962 kam die Montage von Opel dazu. Der Vertrieb beschränkte sich allerdings bis 1965 auf 20 der 26 Regionen Irlands, da O’Shea’s Limited für County Carlow, County Cork, County Kilkenny, County Tipperary, County Waterford und County Wexford zuständig war. 1968 wurde NSU aufgegeben. 1973 klagte das Unternehmen erfolgreich gegen den Staat Irland gegen das Importverbot kompletter Fahrzeuge. 1974 oder 1975 endete die Opel-Produktion. Zwischen 1976 und 1978 wurden Mini montiert, wobei es möglich ist, dass sie vorher von der Brittain Group montiert wurden.
Reg Armstrong starb im November 1979 an den Folgen eines Verkehrsunfalls. Daraufhin entzog General Motors dem Unternehmen den Vertrieb der Opel-Fahrzeuge.
Es ist nicht bekannt, was das Unternehmen danach machte. Am 5. Juni 1996 wurde es aufgelöst.

## Fahrzeuge
Von NSU wurden Quickly, Fox, Max, Supermax und Motorroller montiert. Ab 1960 entstand der NSU Prinz.
Von Opel sind Rekord, Kadett und Commodore überliefert.
Außerdem wurde ab 1976 der Mini montiert.

## Produktionszahlen
Nachstehend die Zulassungszahlen in Irland für NSU und Opel aus den Jahren, in denen Reg. Armstrong Motors sie montierte. Die Zahlen für Opel für die Zeit bis 1965 beinhalten auch die Montagen durch das andere Opel-Montagewerk, da eine Splittung nicht möglich ist. Für den Mini liegen keine Zahlen vor.
| Jahr  | NSU           | Opel          | Summe         |
| ----- | ------------- | ------------- | ------------- |
| 1960  |               |               | nicht bekannt |
| 1961  | 545           |               | 545           |
| 1962  | 495           | 219           | 714           |
| 1963  | 959           | nicht bekannt | 959           |
| 1964  | nicht bekannt | 1.150         | 1.150         |
| 1965  | nicht bekannt | 1.291         | 1.291         |
| 1966  | 358           | 1.151         | 1.509         |
| 1967  | 340           | 2.163         | 2.503         |
| 1968  | 247           | 3.090         | 3.337         |
| 1969  | 49            | 3.199         | 3.248         |
| 1970  |               | 2.793         | 2.793         |
| 1971  |               | 3.102         | 3.102         |
| 1972  |               | 4.314         | 4.314         |
| 1973  |               | 4.043         | 4.043         |
| 1974  |               | 4.364         | 4.364         |
| 1975  |               |               |               |
| Summe | 2.993         | 30.879        | 33.872        |